# Чаморро (мова)

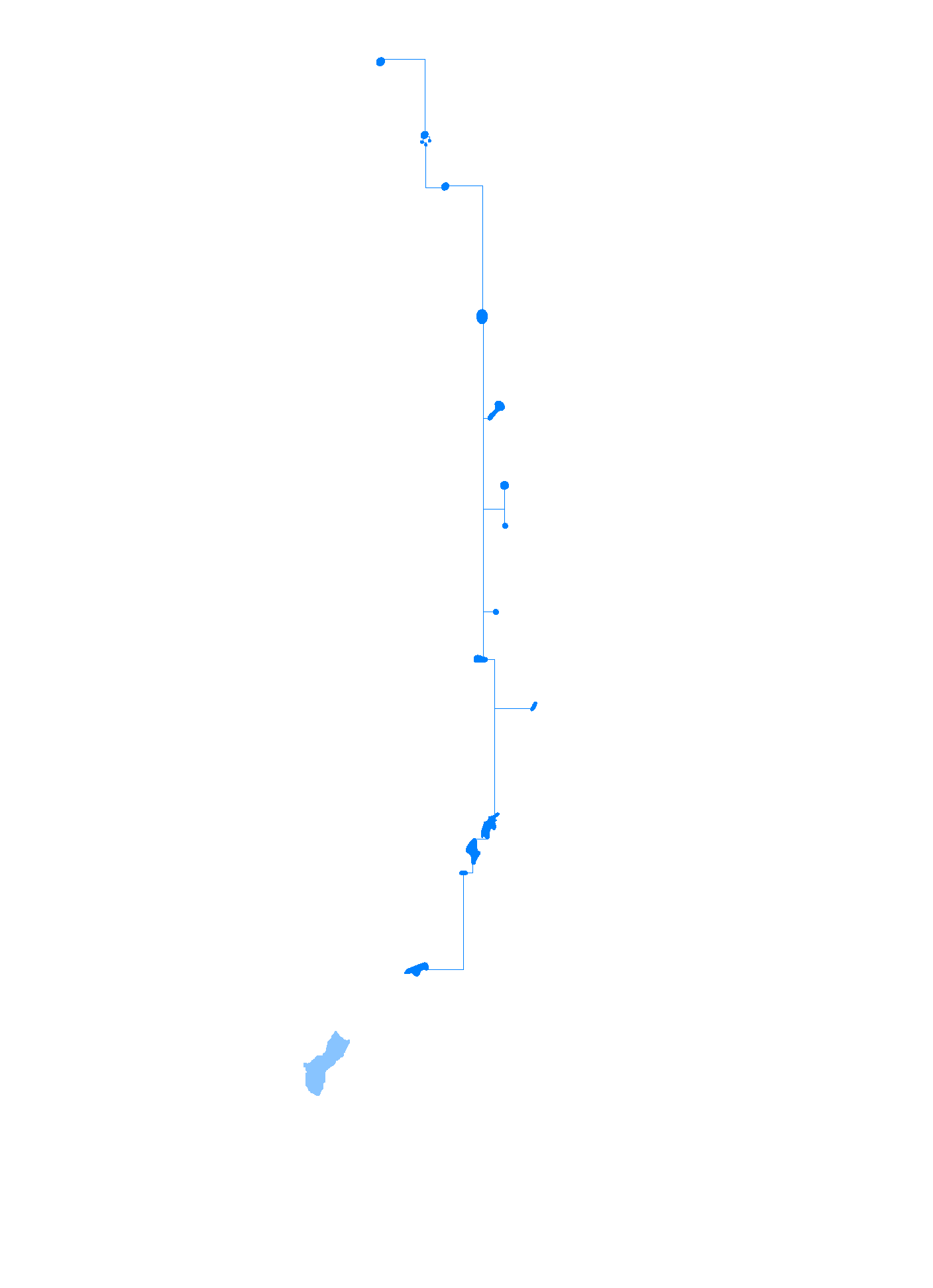
Маріанські острови, де вживається мова чаморро

Чаморро — мова народу чаморро, одна із західних малайсько-полінезійських мов, офіційна мова Гуаму і Північних Маріанських островів.

## Писемність
Писемність на основі латиниці:
'(Гортанне зімкнення), A, Å, B, Ch, D , E, F, G, H, I, K, L, M, N, Ñ, Ng, O, P, R, S, T, U, Y